# 黑擬銀眼鯛
黑擬銀眼鯛，又名帕氏怖銀眼魚，為輻鰭魚綱金眼鯛目燧鯛亞目黑銀眼鯛科的其中一種，分布於全球各大洋熱帶至溫帶海域，屬深海魚類，棲息深度可達2100公尺，體長可達40公分，屬肉食性，以甲殼類及浮游生物為食。